# Heterocarpus tricarinatus
Heterocarpus tricarinatus är en kräftdjursart som beskrevs av Alcock och Anderson 1894. Heterocarpus tricarinatus ingår i släktet Heterocarpus och familjen Pandalidae. Inga underarter finns listade i Catalogue of Life.